# Niels Paarup-Petersen
Niels Paarup-Petersen (født 3. januar 1978 i Vojens) er en svensk politiker med dansk baggrund. Paarup-Petersen blev valgt til Riksdagen i 2018 for Centerpartiet.

## Opvækst og uddannelse
Paarup-Petersen er født i Vojens i 1978. Hans forældre er sælger Svend Aage Paarup-Petersen og lærer Grete Lilian Paarup-Petersen. Han gik på Povlsbjergskolen i Vojens til 1993, Sydvestfyns Efterskole i Glamsbjerg 1993-1994 og Haderslev Handelsskole 1994-1997. Han han studeret statsvidenskab på Aarhus Universitet og Københavns Universitet.

## Privat
Paarup-Petersen bor i Malmø med sin svenske kone.